# كاسلفينيا: ذا أدفانتشر ريبرث
كاسلفينيا: ذا أدفانتشر ريبرث (بالإنجليزية: Castlevania: The Adventure ReBirth)‏ ، هي لعبة فيديو من نوع منصات، أنتج اللعبة شركة مي ون اليابانية ونشرها شركة كونامي عام 2009م، ونزلت في السوق الياباني والأمريكي  ، ثم في بقية دول العالم عام 2010م.